# Helius bitergatus
Helius bitergatus är en tvåvingeart som beskrevs av Alexander 1950. Helius bitergatus ingår i släktet Helius och familjen småharkrankar.
Artens utbredningsområde är Venezuela. Inga underarter finns listade i Catalogue of Life.